# 青年前衛
《青年前衛》（朝鲜语：／）是朝鮮勞動黨的青年翼——社會主義愛國青年同盟的機關報、日報。
1946年1月創刊，時稱《民主青年》。1964年至1995年間改名《勞動青年》。1996年起沿用現名。在金正日執政時期，每年元旦會與《勞動新聞》（黨報）、《朝鮮人民軍》（軍報）發表聯合社論。

## 外部鏈接
- 《青年前衛》官方網站 （页面存档备份，存于）（英文）